# Даунтонска опатија (3. сезона)
Трећа сезона британске драмске ТВ серије Даунтонска опатија броји 8 регуларних епизода и божићни специјал. Регуларне епизоде су емитоване од 16. септембра до 4. новембра 2012. године, а божићни специјал 25. децембра 2012. године. Гледаност је порасла у односу на другу сезону и просечна гледаност је износила 11,91 милиона гледалаца у УК.

## Радња
На почетку треће сезоне, која покрива период од 1920. до 1921. године, Мери и Метју се коначно венчавају, али Роберт сазнаје да је део породичног богатства (Корино наследство) изгубљен, услед лошег улагања. У међувремену, Идит се заљубљује у сер Антонија Стралана, који је одбија, с обзиром да је старији од ње, а у рату је изгубио руку. На Идитино инсистирање Антони пристаје да је ожени, Роберт им даје благослов, међутим Антони мисли да није достојан Идит, те је оставља на олтару, што слама Идит.
Послузи се придружују нови чланови — лакеји Алфред и Џими, као и још једна кухињска слушкиња — Ајви. Алфред се на први поглед допада Дејзи, али он се ипак интересује за Ајви. Томас и О'Брајенова улазе у сукоб. Етел, слушкиња која је у другој сезони остала трудна са (сада покојним) официром, бави се проституцијом како би прехранила свог сина, Чарлија, али уз Изобелину помоћ пристаје на то да га мајореви родитељи одведу, како би имао бољи живот.
У затвору, Бејтсов "цимер" у ћелији покушава да му смести дрогу, али Бејтсу други затвореник говори о томе, те Бејтс успева да скарије пакет дроге пре него што су га чувари нашли. У Даунтону, госпођа Хјуз сазнаје да можда има рак дојке, али се испоставља да је тумор доброћудан. Том Брансон и трудна леди Сибил враћају се у Даунтон из Ирске, након што је Том умешан у спаљивање куће ирских аристократа. Том не наилази на милост породице Кроли, нарочито Роберта.
Новац који Метју може наследити од Лавинијиног недавно преминулог оца, може спасити Даунтон од банкрота, након Робертовог лошег улагања Кориног новца. Због гриже савести око Лавинијине смрти у другој сезони, Метју не жели да прими наследство, што проузрокује свађу са леди Мери. Метју ипак попушта, али Робертова одбија да прихвати то наслеђе као поклон, па Метју и Роберт стижу до компромиса у којем Метју прихвата и користи наслеђе да инвестира у Даунтон, дајући му једнако право у томе како се имовина води.
Породица доживљава трагедију, након што Сибил умире на порођају од еклампсије. Срећом, њена ћерка преживи и Том одлучује да је назове Сиби. Кора у почетку за смрт ћерке криви Роберта. Бејтс је пуштен из затвора, након што Ана успева да пронађе доказ да је невин. Мери и Метју су скрхани чињеницом да не могу имати децу, међутим Мери обавља операцију након које успева да затрудни. Кролијеви посећују Вајолетину нећаку Сузан, њеног мужа Хјуа „Шримпија”, маркиза од Флинтшира, у Шкотској и њихову ћерку Роуз, од које крију да желе да се разведу. На крају сезоне, Мери се порађа и на свет доноси здравог дечака којем дају име Џорџ. Метју их посећује у болници, али при повратку у Даунтон умире у саобраћајној несрећи.

## Улоге

### Главне улоге

#### Породица Кроли
- Хју Боневил као гроф Роберт Кроли, лорд од Грантама
- Елизабет Макгаверн као грофица Кора Кроли, леди од Грантама
- Меги Смит као грофица Вајолет Кроли
- Мишел Докери као леди Мери Кроли
- Лора Кармајкл као леди Идит Кроли
- Џесика Браун Финдли као леди Сибил Брансон
- Ден Стивенс као Метју Кроли
- Пенелопи Вилтон као Изобел Кроли
- Ален Лич као Том Брансон

#### Послуга
- Џим Картер као Чарлс Карсон
- Брендан Којл као Џон Бејтс
- Џоана Фрогат као Ана Бејтс
- Шивон Финеран као Сара О'Брајен
- Роб Џејмс Колијер као Томас Бароу
- Кевин Дојл као Џозеф Моузли
- Филис Логан као Елси Хјуз
- Софи Макшера као Дејзи Мејсон
- Лесли Никол као Берил Патмор
- Ејми Натал као Етел Паркс
- Мет Милн као Алфред Њугат
- Едвард Спилерс као Џими Кент

### Епизодне улоге
- Кара Теоболд као Ајви Стјуарт
- Ширли Маклејн као Марта Левинсон
- Џонатан Кој као Џорџ Мари
- Лили Џејмс као леди Роуз Маклер
- Дејвид Роб као др Ричард Кларксон
- Роберт Батерст као Ентони Стралан
- Мајкл Кохрејн као Алберт Травис
- Чарлс Едвардс као Мајкл Грегсон
- Кристина Лор као Меј Бирд
- Кристина Маки као Дафни Брајант
- Пол Копли као господин Мејсон

### Гостујуће улоге
- Саманта Бонд као леди Розамунд Пејнсквик
- Миана Беринг као Една Брајтвејт
- Рори Конаган као Кирнан Брансон
- Питер Иган као Хју „Шримпи” Маклер, маркиз од Флинтшира
- Фиби Николс као Сузан Маклер, маркиза од Флинтшира
- Бернард Галагер као Бил Молзли
- Кевин Макнели као Хорас Брајант
- Даглас Рит као лорд Мертон
- Едвард Бејкер Дули као Теренс Маргадејл
- Тим Пиџот Смит као сер Филип Тапсел

## Епизоде
| 17 | 1 |  | Брајан Персивал | Џулијан Фелоуз | 16. септембар 2012. | 11.43 7.9 (PBS) |
| Март/април 1920. Корина мајка, Марта Левинсон, долази из Америке у Даунтон на Мерино и Метјуово венчање. Лорд Грантам сазнаје да је његово велико улагање Кориног богатства пропало, па је имање на ивици банкрота. Има наде, будући да Метју има право да наследи велику своту новца од Лавинијиног оца, али савест му не дозвољава да задржи новац, јер осећа да је то издаја према Лавинији и њеном оцу, зато што верује да је њен отац умро мислећи да он воли Лавинију. Нећак госпођице О'Брајен, Алфред, придружује се особљу, као други лакеј, што изазива љубомору код Томаса. Трудна Сибил и њен супруг, Том Брансон, враћају се у Даунтон, а породица лоше прихвата Брансона који јасно изражава своја антиаристократска политичка уверења. Метју покушава да среди ствари тако што пита Брансона да му буде кум. На крају епизоде, Мери и Метју се венчавају. |   |  |                 |                |                     |              |
| 18 | 2 |  | Брајан Персивал | Џулијан Фелоуз | 23. септембар 2012. | 12.08        |
| Април 1920. Мери и Вајолет се труде да покажу да је Даунтон у највећем сјају како би увериле госпођу Левинсон да донира новац и спаси их од финансијске пропасти, али она то на крају одбија. О'Брајенова и Томас су у рату због Алфредовог недавног унапређења у Метјуовог личног слугу, док Алфреду за око запада слушкиња госпође Левинсон. Госпођа Хјуз се суочава са страхом од рака дојке, а Изобел открива да је Етел постала проститутка. Идит активно врши притисак над Ентонијем Страланом као потенцијалним супругом и он је на крају проси, иако остатак породице сматра да је престар. |   |  |                 |                |                     |              |
| 19 | 3 |  | Енди Гудард     | Џулијан Фелоуз | 30. септембар 2012. | 11.96        |
| Мај 1920. Метју прима писмо које му је оставио Лавинијин покојни отац. Пише да је знао да је Метју сломио Лавинијино срце, јер му је она пре смрти писала како је он још увек заљубљен у Мери и да ипак жели да Метју наследни његов новац. Метју напокон пристаје да прихвати наследство, спасивши Даунтон. Роберт одбија да прихвати новац као поклон, па уместо тога инсистира да он и Метју постану заједнички господари Даунтона. Дан је Идитиног венчања, међутим, пред олтаром, Ентони се у последњем тренутку предомисли и оставља је сломљену. Његови разлози никада нису у потпуности објашњени, мада је и раније оклевао да је ожени сматрајући да је престар за њу и да ће јој сметати што је у рату остао инвалид. Госпођа Хјуз коначно прима вест да нема рак. Томас се покушава осветити О'Брајеновој ширењем гласина породици да ће она напустити Даунтон. У затвору, Бејтсов „цимер” покуша да га уведе у проблеме постављањем дроге у његов кревет, али Бејтса на време упозори други затвореник. |   |  |                 |                |                     |              |
| 20 | 4 |  | Енди Годард     | Џулијан Фелоуз | 7. октобар 2012.    | 11.83        |
| Мај 1920. Када је аристократска кућа у Ирској спаљена до темеља, открива се да је Брансон био на месту злочина и тражи га полиција. Он бежи у Даунтонску опатију без Сибил, што разбесни Кролијеве, поготово Роберта. Сибил стиже у Даунтон брзо после тога, а Роберт успева да убеди надлежне да дозволе Брансону да остане у Енглеској, али биће ухапшен уколико оде у Ирску. Ана већ неко време није примала писма од Бејтса и више јој није дозвољено да га посећује, а истовремено, Бејтс се пита зашто нема Аниних писама. Када Бејтс поново пада у милост стражара, писма која су недостајала им стижу. Етел одлучује да пусти свог сина да живи са својим дедом и бабом како би имао бољи живот. Карсон запошљава новог лакеја, Џимија Кента, који привлачи пажњу женског особља и Томаса. Ајви Стјуарт, нова кухињска слушкиња, одвлачи Алфредову пажњу далеко од Дејзи. Идит пише новинама и подржава давање гласачког права женама на светском нивоу. |   |  |                 |                |                     |              |
| 21 | 5 |  | Џереми Веб      | Џулијан Фелоуз | 14. октобар 2012.   | 11.93        |
| Мај 1920. Идит добија прилику да пише редовну новинску колумну. Узбуђена је због тога, али већина породице је не подржава. Изобел помаже Етел нудећи јој посао слушкиње, међутим, госпођа Бирд одбија да сарађује са Етел и на крају одлази. Метју верује да је Роберт лоше управљао имањем и налази савезника у Џорџу Марију, породичном адвокату. Леди Мери је љута када открије њихову сарадњу. Сибил креће у порођај и Роберт унајмљује познатог акушера, сер Филипа Тапсела, узнемирујући доктора Кларксона и Кору. Двојица лекара се не слажу се око Сибилиног стања — др Кларксон инсистира на томе да Сибил пати од еклампсије и да би требало да буде одведена у болницу, али сер Филип тврди да је Сибил здрава. Сибил рађа девојчицу и све пролази добро, међутим, током ноћи, она добија грчеве и умире. Кора криви Роберта за Сибилину смрт, јер је одбио да прихвати мишљење др Кларксона да је Сибил болесна. |   |  |                 |                |                     |              |
| 22 | 6 |  | Џереми Веб      | Џулијан Фелоуз | 21. октобар 2012.   | 12.06        |
| Мај/јун 1920. Брансон одлучи да назове своју ћерку Сибил и жели да је крсти у католичкој цркви, чему се лорд Грантам снажно противи. Међутим, Мери и остатак породице бране Брансонову одлуку. Да би поправила однос Коре и Роберта, Вајолет наговара доктора Кларксона да повуче тврдњу да је Сибил могла да преживи да је урађен царски рез. Он говори Кори и Роберту да би Сибил у било ком случају умрла и Кора опрашта Роберту. Ана проналази доказе који би могли показати да је Бејтс невин. Дејзи је узнемирена што Алфред посвећује велику пажњу Ајви. Етел припрема ручак за жене породице Кроли и позива госпођу Патмор да помогне. Када лорд Грантам сазна за ручак, изнервиран је што ће Изобел пустити бившу проститутку да послужи ручак његовој породици. Међутим, Кора и остале жене игноришу његово буњење. |   |  |                 |                |                     |              |
| 23 | 7 |  | Дејвид Еванс    | Џулијан Фелоуз | 28. октобар 2012.   | 11.82        |
| Јул 1920. Бејтс је пуштен из затвора. О'Брајенова одлучује да напакости Томасу и говори му да се он допада Џимију, па Томас током ноћи посећује Џимија у његовој соби и пољуби га док спава, што види Алфред док улази у собу. Џими је бесан и згрожен, као и Алфред. Леди Идит одлази у Лондон да се упозна са уредником часописа и прихвати његову понуду за недељну колумну. Брансонов пијани брат долази у Даунтон. Метју наставља сукоб са лордом Грантамом због лошег управљања имањем, што је довело до оставке дугогодишњег породичног агента Џарвиса. Брансон је именован за новог породичног агента на Вајолетин предлог. Брансонова и Сибилина ћерка, Сибил, крштена је у католичкој цркви у Рипону, а присуствовала је цела породица Кроли. |   |  |                 |                |                     |              |
| 24 | 8 |  | Дејвид Еванс    | Џулијан Фелоуз | 4. новембар 2012.   | 12.15        |
| Пре 11. августа 1920. Годишњи крикет меч Даунтонске опатије са селом се одржава, што показује Робертов такмичарски дух. Сви наговарају Џимија да се не жали полицији на Томаса, али Алфред, који је био сведок инцидента, то чини. Кад полицијски службеници стижу да виде Томаса, лорд Грантам натера Алфреда да се повуче и убеђује полицију да је реч о неспоразуму. Рођака Кролијевих, леди Роуз Меклер, ћерка Вајолетине сестричине Сузан и њеног супруга Хјуа, маркиза од Флинтшира. Путовање у Лондон открива да је Роуз дивља девојка која воли да пије и лумпује. Мери и Метју откривају да су одвојено посетили доктора из Лондона како би открили зашто немају децу. Мери му открива да је имала малу операцију и сада се радују оснивању породице. |   |  |                 |                |                     |              |
| Специјал |   |  |                 |                |                     |              |
| 25 | — |  | Енди Годард     | Џулијан Фелоуз | 25. децембар 2012.  | 10.28        |
| Август 1921. Породица Кроли одлази у Шкотску, како би посетили леди Роуз и њене зараћене родитеље, Хјуа и Сузан. Бејтс, Ана, Молзли и О'Брајенова такође путују. Мајкл Грегсон, уредник који је ангажовао леди Идит у новинама, говори јој да ће такође бити у Шкотској. Након што Идит о томе обавести своју породицу, Мери и Метју се не слажу око Грегсонових мотива. Касније, Грегсон изјављује љубав према Идит. Хју (Шримпи) говори Роберту да ће морати да прода своје имање, јер га није модернизовао као Даунтон, а сада више нема новца. Том Брансон остаје у Даунтону са једногодишњом Сиби. Послуга се радује сеоском вашару, а господин Карсон се бори да их концентрише на посао. Унајмљена је нова кућна помоћница, Една, која је брзо отпуштена, јер је госпођа Хјуз открила да се превише зближава са Томом. Госпођа Патмор улази у романсу која нажалост не траје, јер схвата да њега занима само њено кување. Џими је замало опљачкан након што је освојио новац од клађења, али спасио га је Томас, који га је пратио и уместо њега је опљачкан и претучен. Касније се слажу само да буду пријатељи. Леди Мери се раније враћа из Шкотске због порођаја, журећи у болницу да роди здраву бебу. Метју јој се убрзо придружује и упознаје свог сина и наследника, али након што напусти болницу како би се одвезао назад у Даунтон, гине у саобраћајној несрећи. |   |  |                 |                |                     |              |